# Ризомата
Ризомата или Бощани (на гръцки: Ριζώματα, до 1926 година Μπόστιανη, Бостяни) е село в Република Гърция, област Централна Македония, дем Бер.

## География
Селото е разположено високо на 600 m височина в западните склонове на планината Фламбуро (Пиерия), южно от демовия център Бер (Верия). Землището му има само 5000 декара обработваема земя. 45 0000 декара пасища и гора в землището на Ризомата са държавна собственост и се дават под наем.

## История

### Етимология
Макс Фасмер съпоставя името Бощани със словенското Boštanj. Според Йордан Заимов етимологията на името е от местното или водното име *Бохот, от бохот „тъп шум“, обикновено при падане на вода, звукоподражателно, както шепот, пукот, тоест от начално *Бо(х)ощане > Бощане чрез контракция. Сравними са река Бохот при Балван, Търновско, и село Бохот в Плевенско. Засвидетелстваната форма Постан е турска, с изместване на съгласните, като крайното -е (или -и) е изпаднало, за да не нарушава вокалната хармония.

### В Османската империя
Храмът „Успение Богородично“ е от XVII век.
В края на ΧΙΧ век селото е в Берска каза на Османската империя. Александър Синве („Les Grecs de l’Empire Ottoman. Etude Statistique et Ethnographique“) в 1878 година пише, че във Вощяни (Vostiani), Берска епархия, живеят 240 гърци. Според статистиката на Васил Кънчов („Македония. Етнография и статистика“) в 1900 година в Бощани (Постанъ) живеят 144 гърци християни. По данни на секретаря на Българската екзархия Димитър Мишев („La Macédoine et sa Population Chrétienne“) в 1905 година в Бащане (Bachtane) има 420 гърци.
В 1910 година в Бостани (Μποστάνι) има 620 жители патриаршисти.
Спирос Лукатос посочва „език на жителите гръцки“.
При преброяването в 1912 година селото е отбелязано с език гръцки и религия християнска.

### В Гърция
През Балканската война в 1912 година в селото влизат гръцки части и след Междусъюзническата в 1913 година Драчко остава в Гърция. При преброяването от 1913 година в селото има 325 мъже и 320 жени. В 1926 година името на селото е сменено на Ризомата.
Селяните отглеждат предимно пшеница и тютюн, както и овце, кози и едър рогат добитък.
| Година    | 1913 | 1920 | 1928 | 1940 | 1951 | 1961 | 1971 | 1981 | 1991 | 2001 | 2011 | 2021 |
| --------- | ---- | ---- | ---- | ---- | ---- | ---- | ---- | ---- | ---- | ---- | ---- | ---- |
| Население | 645  | 523  | 791  | 1094 | 1032 | 1266 | 1221 | 1052 | 1129 | 1150 | 816  | 632  |

## Личности
Родени в Ризомата
- Атанасиос Сиропулос (? – 1856), гръцки революционер, участник във Войната за независимост
- Георгиос Вайнас (Γεώργιος Βαϊνάς), гръцки андартски деец, четник при Г. Гогу между 1905 – 1908 година[11]
- Димитриос Вуливасис (Δημήτριος Βουλιβάσης), гръцки андартски деец, четник[11]
- Трендафилос Куцандас (Τριαντάφυλλος Κουτσάντας), гръцки андартски деец, четник[11]